# Olga Haenke
Olga Haenke Peredo (Santa Cruz de la Sierra, 23 de abril de 1998), es una actriz, bailarina y modelo española naturalizada boliviana, más conocida por interpretar el papel de Anabel Bacigalupe en la telenovela Acacias 38.

## Biografía
Olga Haenke nació el 23 de abril de 1998 en Santa Cruz de la Sierra (Bolivia), mudándose a España a temprana edad con su familia. Tiene una hermana llamada Fabiola y además de español, habla inglés y francés con fluidez.

## Carrera
Olga Haenke se trasladó a España a la edad de cinco años, asistiendo a cursos de danza, ópera contemporánea y Bollywood. Más tarde se unió a la agencia de modelos Fashion Face.
En 2019 participa como modelo en Madrid en los desfiles Nunu moda Santander y M lucia joyería.
En 2020 y 2021 fue elegida para protagonizar la telenovela que se transmite por La 1 Acacias 38 en el papel de Anabel Bacigalupe, la hija de Marcos (interpretado por Marcial Álvarez) y donde actuó hasta la muerte de su personaje.
En el 2021 protagonizó la serie Heridas. Ese mismo año protagonizó la serie de Movistar Sentimos las molestias.

## Filmografía

### Televisión
| Año       | Título                 | Personaje         | Notas         |
| --------- | ---------------------- | ----------------- | ------------- |
| 2020-2021 | Acacias 38             | Anabel Bacigalupe | 170 episodios |
| 2021      | Heridas                |                   |               |
| 2021      | Sentimos las molestias |                   |               |

## Moda
| Año  | Título              | Luego  |
| ---- | ------------------- | ------ |
| 2019 | Nunu moda Santander | Madrid |
| 2019 | M lucia joyería     | Madrid |